# Vaasa
Vaasa (in svedese Vasa) è una città finlandese di 67988 abitanti, situata nella regione dell'Ostrobotnia. Ha ottenuto il riconoscimento di città nel 1606 durante il regno di Carlo IX di Svezia, prendendo il nome dal casato di Vasa. Le venne imposto il nome Nikolajstad durante il dominio russo nell’Ottocento.
La città è un importante centro per la minoranza finlandese di lingua svedese, anche grazie ai suoi numerosi istituti educativi. La sua popolazione è praticamente bilingue: nel 2013 70,6% aveva il finlandese come prima lingua, seguito dal 22,6% parlante svedese; la percentuale restante aveva altre lingue. Inoltre, la città conta tre università, essa è inoltre sede anche di alcuni dipartimenti dell'università di Helsinki oltre alle presenze degli istituti educativi superiori in lingua svedese dell'Åbo Akademi e dell'Hanken (Istituto superiore svedese d'economia ed impresa). 
Sono presenti poi due politecnici, di cui uno utilizzante prettamente la lingua svedese.

## Monumenti e luoghi d'interesse

### Architetture civili
- Municipio di Vaasa

- Casa Kurtenia
- Casa Hartman

## Società

### Lingue e dialetti
Le lingue ufficiali di Vaasa sono il finlandese e lo svedese, mentre il 6,8% della popolazione parla altre lingue.
| %     | Ripartizione linguistica (gruppi principali) |
| ----- | -------------------------------------------- |
| 22,6% | madrelingua svedese                          |
| 70,6% | madrelingua finlandese                       |

## Cultura

### Università
- Università di Vaasa
- Politecnico di Vaasa (anche chiamata Vaasa University of Applied Sciences)
- Novia University of Applied Sciences (anche chiamata Swedish University of Applied Sciences)
- Università di Helsinki, sono presenti alcuni dipartimenti tra cui il Dipartimento di Studi Giuridici
- Åbo Akademi, sede decentrata
- Hanken School of Economics (Istituto superiore svedese d'economia ed impresa), sede decentrata

## Amministrazione

### Gemellaggi
- Malmö, dal 1940[senza fonte]

## Sport

### Calcio
La squadra principale della città è il Vaasan Palloseura.